# اولاد سي بنداود
اولاد سي بنداود قبيلة عريقة تقع في جماعة كيصر تابعة لاقليم سطات تعتبر من أقدم قبائل جهة الدار البيضاء سطات وعمود فقري لجماعة كيسر من حيت انشطتها الفلاحية تبعد بحوالي 1 كلم من مركز الجماعة وهي قبيلة عربية اصيلة تضم العديد من الشرفاء واولياء الله الصالحين، وسكان القبيلة الاصليون يسمون بـ (الداوديين) وكفرد يسمى (داودي) نسبة الجد داود مؤسس القبيلة.[بحاجة لمصدر]
- يعتمد سكان قبيلة اولاد سي بنداود على الفلاحة وتربية المواشي بالدرجة الأولى وتتوفر القبيلة على أجود سلالات الغنم (السردي) مما يعطيها شهرة في جميع مناطق المغرب ويعتبر سوق الجمعة (جمعة كيصر) من أكبر الاسوق في المنطقة وتتوافد عليه الناس من جميع مناطق المملكة.

## موارد طبيعية
تتميز قبيلة اولاد سي بنداود بوفرة المياه الجوفية الشيء الذي جعلها تشتهر بعيونها الطبيعية والسواني ك (عوينة الدياب وقطارة وبنيناط) وكترة الابار، الشيء الذي جعل القبيلة تتميز ببعض الانشطة الفلاحية.

## وصلات داخلية
- المغرب